# Informe sobre el comercio mundial
El informe sobre el comercio mundial (WTR por las siglas en inglés de World Trade Report) es el informe anual publicado desde 2003 por la Organización Mundial del Comercio (OMC). Cada WTR proporciona un análisis a fondo de un aspecto de las tendencias en comercio internacional, asuntos de política comercial y el sistema comercial multilateral. El WTR se publica en inglés, español y francés. Además del Informe sobre el comercio mundial y muchos otros estudios, la OMC publica anualmente una Revisión estadística del comercio mundial y un Informe sobre la actividad de la OMC.

## Informe 2019
El informe examina la manera en que está evolucionado el comercio de servicios y explica por qué es importante.

## Informe 2018
El informe examina cómo las tecnologías digitales -en particular el Internet de las cosas, la inteligencia artificial, la impresión 3D y las cadenas de bloques- influyen en los costes, naturaleza y composición del comercio, y cómo podrían influir en los próximos 15 años.

## Informe 2017
El informe examina cómo afectan la tecnología y el comercio a los salarios y el empleo, se analizan las dificultades a las que se enfrentan trabajadores y empresas para adaptarse a los cambios en los mercados de trabajo y maneras de facilitar la adaptación.

## Informe 2016
El informe examina la participación de las pequeñas y medianas empresas (pymes) en el comercio internacional, cómo el paisaje del comercio internacional está cambiando para las pymes, y lo que el sistema comercial multilateral hace y puede hacer para animar a una participación mayor y más inclusiva de las pymes en los mercados globales.

## Lista de informes sobre el comercio mundial
- 2019: El futuro del comercio de servicios
- 2018: El futuro del comercio mundial: cómo lo están transformando las tecnologías digitales
- 2017: Comercio, tecnología y empleo
- 2016: Igualdad de condiciones para el comercio de las pymes[8]
- 2015: Acelerar el comercio: ventajas y desafíos de la aplicación del Acuerdo sobre Facilitación del Comercio de la OMC
- 2014: Comercio y desarrollo: tendencias recientes y función de la OMC
- 2013: Factores que determinan el futuro del comercio[9]
- 2012: Comercio y políticas públicas: análisis de las medidas no arancelarias en el siglo XXI
- 2011: La OMC y los acuerdos comerciales preferenciales: de la coexistencia a la coherencia
- 2010: El comercio de recursos naturales[10]
- 2009: Compromisos de política comercial y medidas de contingencia[11]
- 2008: El comercio en un mundo en proceso de globalización[12]
- 2007: Seis decenios de cooperación comercial multilateral: ¿qué hemos  aprendido?
- 2006: Las subvenciones, el comercio y la OMC
- 2005: El comercio, las normas y la OMC
- 2004: Coherencia[13]
- 2003: Comercio y desarrollo[14]

## Otros informes análogos
- Informe sobre el desarrollo mundial (Banco Mundial, BM)
- Informe de salud mundial (Organización Mundial de la Salud, OMS)
- Informe de desarrollo humano (Programa de las Naciones Unidas para el Desarrollo, UNDP)
- El estado de los niños del mundo (UNICEF)
- Perspectiva energética mundial (Agencia Internacional de la Energía, AIE)
- Perspectiva económica mundial (Fondo Monetario Internacional, FMI)
- Perspectivas sociales y del empleo en el mundo[15] (Organización Internacional del Trabajo, OIT)